# Chiếc đèn ông sao
"Chiếc đèn ông sao" là một ca khúc thuộc thể loại nhạc thiếu nhi sáng tác năm 1956 của nhạc sĩ người Việt Nam Phạm Tuyên. Ca khúc này thường được phát mỗi dịp Tết Trung thu tại Việt Nam, và từng được đưa vào sách giáo khoa âm nhạc lớp 8 của Việt Nam và sách giáo khoa của Đức.   

## Sáng tác
Phạm Tuyên sáng tác ca khúc năm 1956 khi ông đang dạy học tại Nam Ninh, Trung Quốc. Trong dịp tết Trung thu, ông nhìn các sinh viên ở học xá rước đèn nên "nhớ quê hương và sáng tác để nguôi ngoai". Ông sáng tác bài hát dựa trên cảm hứng từ hình ảnh chiếc đèn ông sao, vốn là một món đồ chơi truyền thống quen thuộc của thiếu nhi Việt Nam. Nhạc sĩ Phạm Tuyên cho biết ông tâm đắc ca khúc vì có nhiều kỷ niệm. Năm 1967, ông từng nhờ nhạc sĩ Dân Huyền mang máy ghi âm sang nhà để thu cho hai con gái hát ca khúc này.
"Chiếc đèn ông sao" được cấu tạo ở thể hai đoạn. Phạm Tuyên sử dụng những câu hát ngắn trên nền nhịp 2
4 với những phách mạnh - nhẹ đan xen. Bài hát được viết ở giọng Đô trưởng với tất cả những cấu tạo kết của giai điệu vào những chỗ ngắt câu. Phạm Tuyên đã sử dụng thủ pháp cấu trúc đối xứng trong âm nhạc. Sự đối xứng được thể hiện ở quan hệ quãng: quãng nhảy gần kết hợp với bước nối tiếp liền bậc, trong trường hợp khác còn được thể hiện ở sự nối tiếp đi lên nối liền bước xuống tạo sự cân bằng trong tuyến giai điệu.
Phạm Tuyên cho biết ca khúc mang nhiều ý nghĩa. Hình ảnh đèn ông sao trong bài hát tượng trưng cho lá cờ của Việt Nam còn lời "sao chiếu vô Nam", "ánh hòa bình đuổi xua loài xâm lăng" thể hiện sự khao khát thống nhất quê hương.

## Phát hành

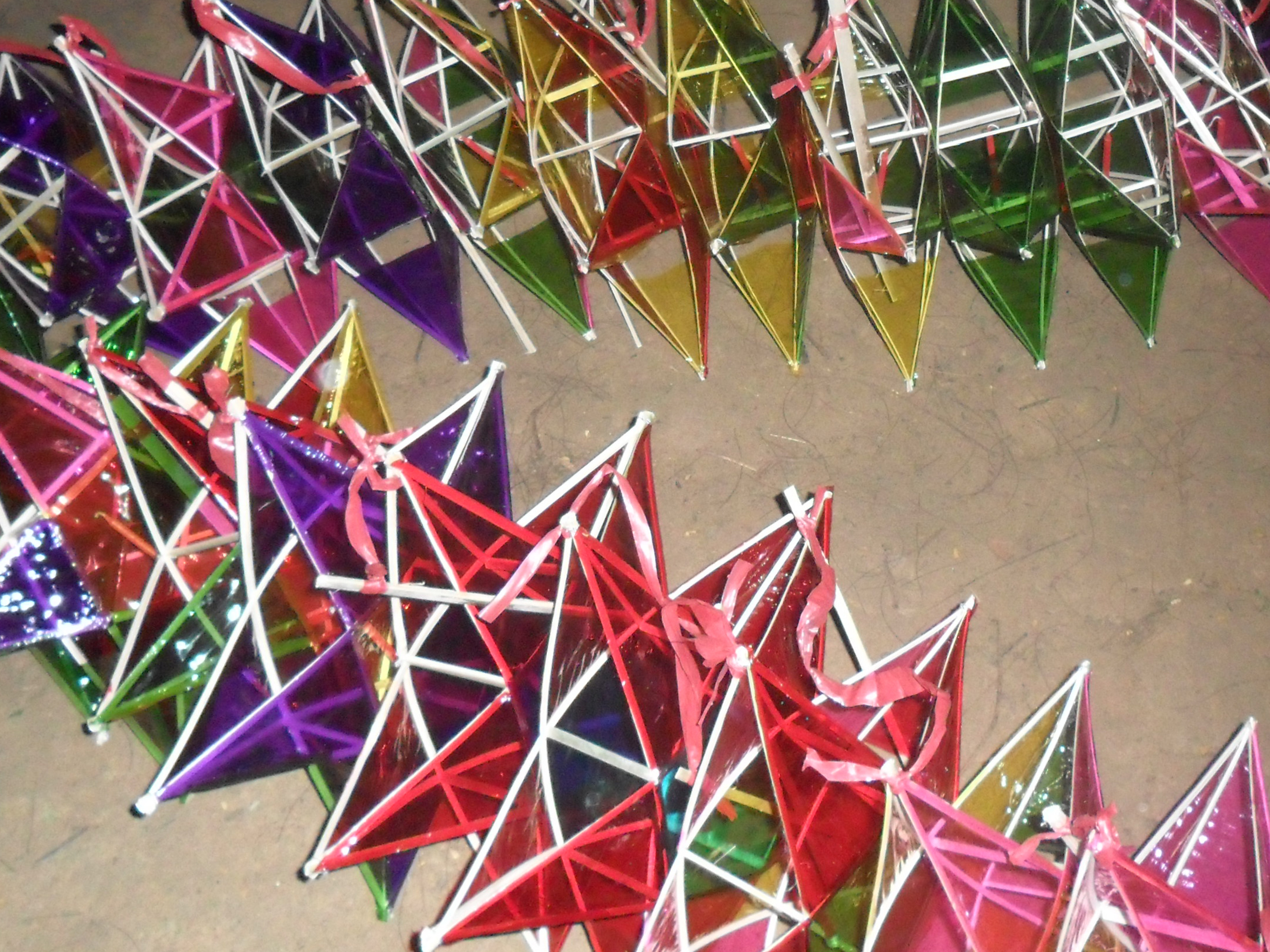
Chiếc đèn ông sao, là đồ chơi của trẻ em Việt Nam trong dịp tết Trung thu.

"Chiếc đèn ông sao" được sáng tác trong khoảng thời gian rất ngắn. Khi bài hát được phát hành tại Việt Nam, người đầu tiên thể hiện ca khúc này là nữ biên tập viên Anh Tuấn. Giọng hát của bà được phát sóng trên Đài Tiếng nói Việt Nam và được phổ biến rộng rãi đến đông đảo người dân. Tại Việt Nam, bài hát cũng đã được đưa vào tuyển tập 50 bài hát dành cho thiếu nhi của thế kỷ 20 và một phần trích đoạn điệp khúc trong sách giáo khoa Âm nhạc lớp 8.
Năm 1972, một nhà soạn nhạc người Đức tên là Hans Sandig dạy nhạc tại Leipzig khi biết Phạm Tuyên đang ở Berlin đã đáp tàu từ Leipzig về Berlin để gặp Phạm Tuyên, lúc đó còn thuộc Cộng hòa Dân chủ Đức. Ngay khi gặp, ông Hans đã mở cho Phạm Tuyên nghe cuốn băng có thu bài "Chiếc đèn ông sao" do các thiếu nhi Đức hát bằng tiếng Đức. Ông Hans nhận xét tiết tấu của đoạn “Tùng rinh rinh, rinh rinh tùng rinh rinh” rất giống với giai điệu của các lễ hội Carnaval ở Đức nên ông quyết định phổ lời Đức cho trẻ em Đức hát và vẫn giữ nguyên câu “Tùng rinh rinh, rinh rinh tùng rinh rinh”, dù không hiểu rõ nội dung bài hát. Sau đó, giáo sư Hans đã phổ nhạc và lời Đức để "Chiếc đèn ông sao" vào một quyển tuyển tập âm nhạc sách giáo khoa tiếng Đức.

## Đón nhận
Tác phẩm này đã trở thành một khúc ca quen thuộc được mở khắp phố phường dịp Tết Trung thu tại Việt Nam. Bài hát được cho là khiến mọi người "đều hát say mê, thích thú". Ngoài tiếng Đức, bài hát này còn được chuyển lời sang tiếng Anh với tựa đề “Lantern Star” bởi ca sĩ Nguyệt Ca. "Chiếc đèn ông sao" cũng xuất hiện trong đêm nhạc “Nhớ và Quên” của nhạc sĩ Phạm Tuyên tại Trung tâm Hội nghị quốc gia Việt Nam.
"Chiếc đèn ông sao" được các thiếu nhi đương thời thuộc nằm lòng. Báo điện tử VTV đã nhận định "ở bất kỳ độ tuổi nào, bài hát "Chiếc đèn ông sao" vẫn luôn gắn bó với những kỷ niệm, ký ức và luôn có sức sống mãnh liệt." Báo Phụ nữ Việt Nam cũng nhận xét "Chiếc đèn ông sao" của nhạc sĩ Phạm Tuyên "giống như nhiều tác phẩm khác của ông, cho tới hôm nay vẫn có sức sống bền bỉ trong lòng công chúng mọi lứa tuổi." Minh Ngọc từ Báo Yên Bái đã gọi ca khúc là "xao xuyến, rộn ràng". Như Thảo từ Báo Khánh Hòa thì nhận xét phần điệp khúc "Tùng rinh rinh, tùng tùng tùng rinh rinh" của bài hát mang "nhịp điệu nhanh, vui tươi, mô phỏng tiếng trống, như một lời hối thúc."